# Championnat d'Uruguay de football 1948
Navigation
Édition précédente Édition suivante
La 46e édition du championnat d'Uruguay de football ne connait aucun vainqueur. La saison est en effet stoppée après dix journées disputées à cause d’une grève des joueurs. 
L’Asociación Uruguaya de Fútbol permet toutefois au Club Nacional de Football en tête au moment de l’interruption de revendiquer le titre de « primero e invicto » (premier et invaincu), mais aucun titre de champion n’est attribué.
Comme la grève touche aussi la deuxième division, il n’y a aucune promotion et relégation entre les deux divisions du championnat national.
Tous les clubs participant au championnat sont basés dans l’agglomération de Montevideo.
Oscar Míguez (CA Peñarol) termine avec neuf buts en dix matchs meilleur buteur du championnat. 

## Les clubs de l'édition 1948
| \| Montevideo: · Danubio Fútbol Club · Defensor · Central · Club Atlético Cerro · Wanderers · Nacional · Peñarol · Liverpool · Club Atlético Progreso · River Plate · Rampla Juniors Montevideo \| Localisation des clubs engagés dans le championnat. |
| Montevideo: · Danubio Fútbol Club · Defensor · Central · Club Atlético Cerro · Wanderers · Nacional · Peñarol · Liverpool · Club Atlético Progreso · River Plate · Rampla Juniors Montevideo                                                           |

| Club                             | Stade | Capacité | Ville      |
| -------------------------------- | ----- | -------- | ---------- |
| Danubio Fútbol Club              | -     | -        | Montevideo |
| Defensor Sporting Club           | -     | -        | Montevideo |
| Central Español Fútbol Club      | -     | -        | Montevideo |
| Club Atlético Cerro              | -     | -        | Montevideo |
| Liverpool Fútbol Club            | -     | -        | Montevideo |
| Montevideo Wanderers Fútbol Club | -     | -        | Montevideo |
| Club Nacional de Football        | -     | -        | Montevideo |
| Club Atlético Peñarol            | -     | -        | Montevideo |
| Rampla Juniors Fútbol Club       | -     | -        | Montevideo |
| Club Atlético River Plate        | -     | -        | Montevideo |

## Compétition

### Classement
Le classement est établi sur le barème de points suivant : victoire à 2 points, match nul à 1, défaite à 0.
| Rang | Équipe                      | Pts | J  | G | N | P | Bp | Bc | Diff |
| ---- | --------------------------- | --- | -- | - | - | - | -- | -- | ---- |
| 1    | Club Nacional de Football T | 18  | 10 | 8 | 2 | 0 | 29 | 6  | +23  |
| 2    | Club Atlético Peñarol       | 17  | 10 | 8 | 1 | 1 | 24 | 9  | +15  |
| 3    | Club Atlético River Plate   | 12  | 10 | 5 | 2 | 3 | 20 | 18 | +2   |
| 4    | Rampla Juniors Fútbol Club  | 10  | 10 | 4 | 2 | 4 | 20 | 16 | +4   |
| 5    | Liverpool Fútbol Club       | 10  | 10 | 4 | 2 | 4 | 18 | 22 | -4   |
| 6    | Defensor Sporting Club      | 9   | 10 | 3 | 3 | 4 | 19 | 21 | -2   |
| 7    | Central Español Fútbol Club | 8   | 10 | 3 | 2 | 5 | 17 | 22 | -5   |
| 8    | Montevideo Wanderers        | 6   | 10 | 2 | 2 | 6 | 17 | 25 | -8   |
| 9    | Danubio Fútbol Club         | 5   | 10 | 0 | 5 | 5 | 14 | 25 | -11  |
| 10   | Club Atlético Cerro         | 5   | 10 | 1 | 3 | 6 | 12 | 26 | -14  |

| Légende : Qualifications et relégations | Légende : Qualifications et relégations |
| --------------------------------------- | --------------------------------------- |
|                                         | Champion d’Uruguay                      |
|                                         | Relégué en deuxième division            |
|                                         | T : Tenant du titre P : Promus          |

## Bilan de la saison
| Championnat d'Uruguay de football 1948 |              |
| Champion                               | Non attribué |
| Promotions et relégations              |              |
| Promus en Primera División             | Aucun        |
| Relégués en Intermedia                 | Aucun        |

## Statistiques

### Meilleur buteur
1. Oscar Míguez (CA Peñarol), 9 buts.